# Klickhjul

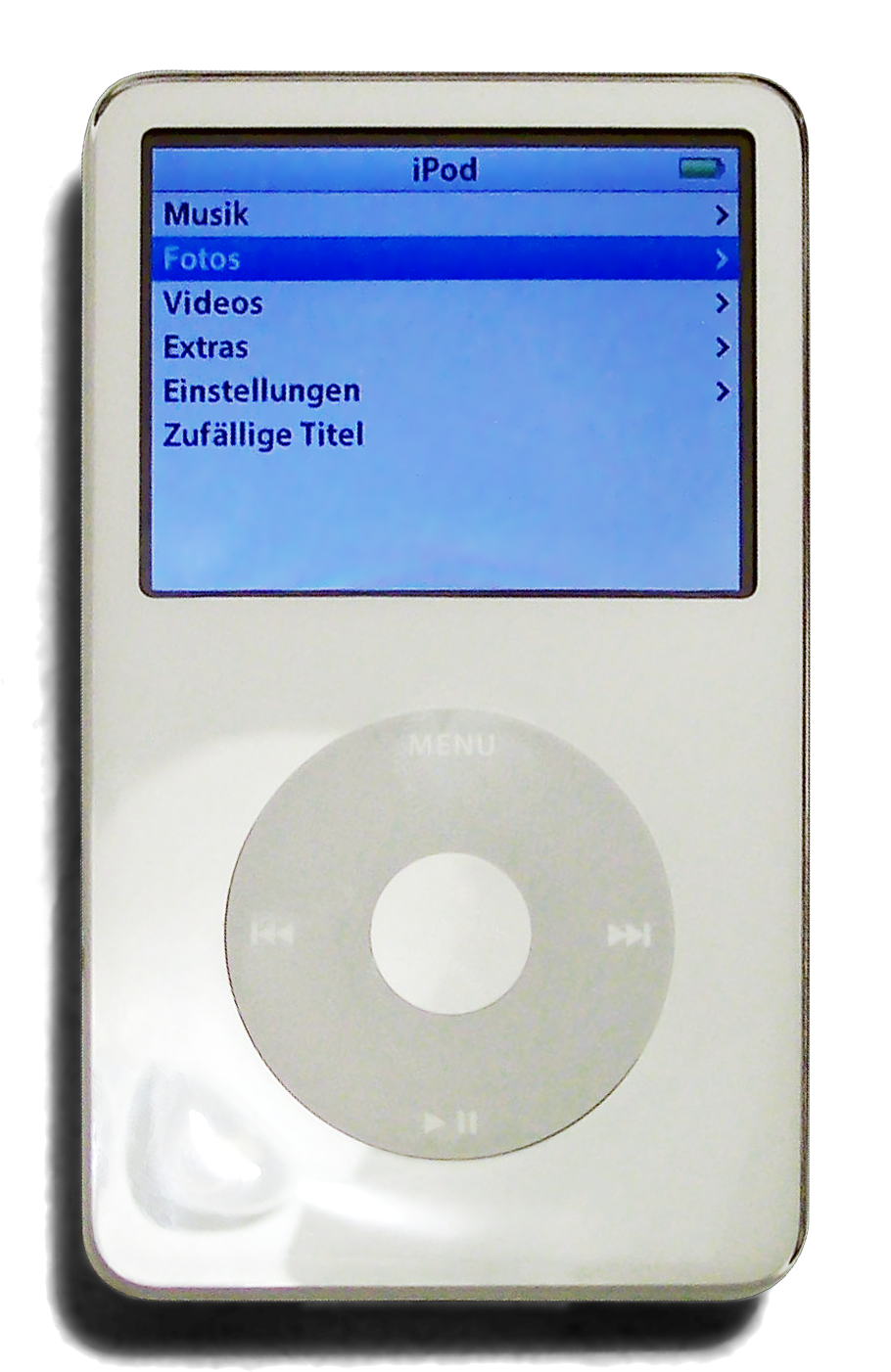
Ipod med klickhjulet nedanför skärmen

Ett klickhjul är en inmatningsmetod som ägs av företaget Apple och har använts på mp3-spelaren Ipod.
Hjulformade vridreglage har länge använts inom elektroniken, till exempel för att ställa in volym på en stereoanläggning eller välja frekvens på en radio. Apples klickhjul skiljer sig dock från dessa genom att:
1. Använda samma teknik som en pekplatta, det vill säga att hjulet inte roterar.
2. Hjulet går att trycka in och fungerar därför också som en tryckknapp, med flera riktningar.

Flera andra företag använder liknande lösningar med ett hjul med en knapp i mitten, men är då mekaniska till skillnad från Apples lösning.

## Historia
Det första klickhjulet introducerades 2001, på den första generationens Ipod. Det klickhjulet skilde sig däremot från dagens variant. Istället för att knapparna för fram/bak, meny och uppspelning är integrerade, så var de separata knappar runt själva hjulet. Hjulet var också mekaniskt på den första generationens Ipod. Det var först med andra generationen som det blev tryckkänsligt, men behöll ännu knapparna separata. Med Ipod mini (introducerad 2004) kom klickhjulet att se ut som det gör idag. Det var också då Apple officiellt började kalla det för klickhjul.

## Tillverkning
Det var Apple som utvecklade och tillverkade de första klickhjulen, men när Apple började använda pekplatteteknik för att ersätta det mekaniska klickhjulet, anlitade man företaget Synaptics för att tillverka klickhjulet.